# 恰特爾山
44°44′N 34°18′E / 44.733°N 34.300°E

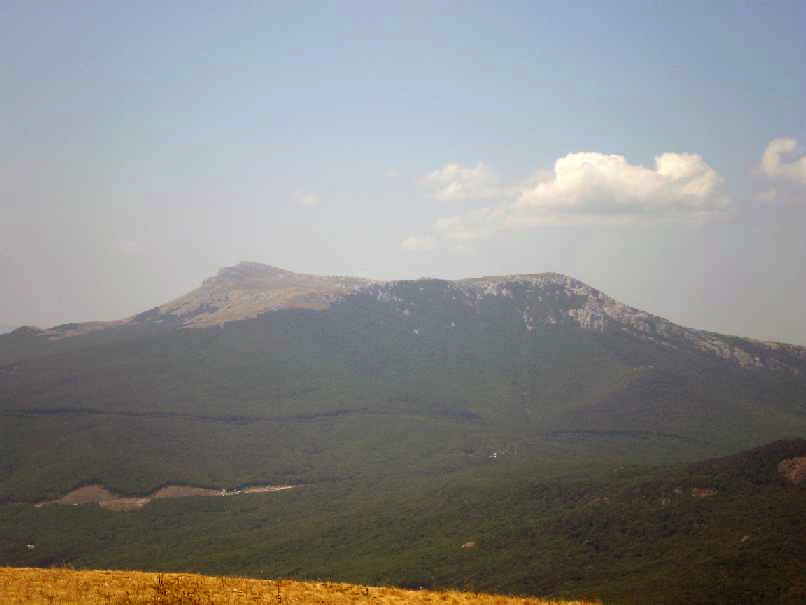

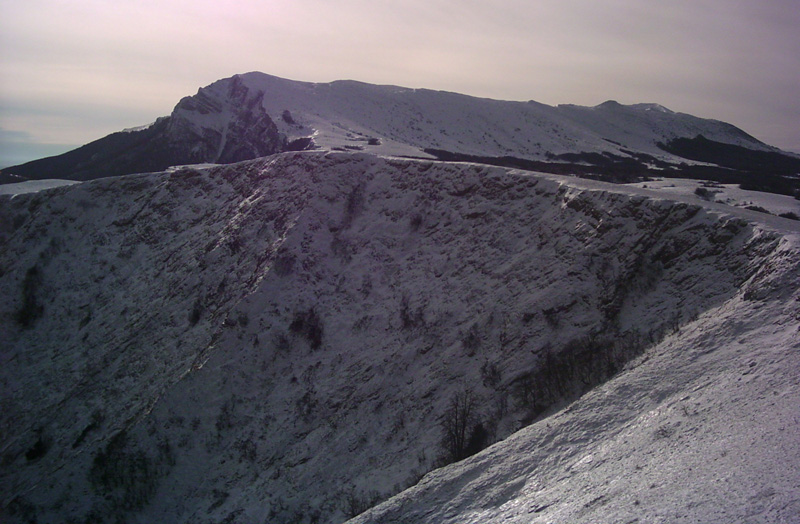

恰特爾山（羅馬化：Chatyr-Dah）是烏克蘭的山峰，位於該國南部的克里米亞半島，處於巴赫奇薩賴區，屬於克里米亞山脈的一部分，海拔高度1,527米，是薩爾吉爾河的發源地。